# Diecezja warszawsko-chełmska
Diecezja warszawsko-chełmska – działająca w latach 1922–1940 jednostka podziału administracyjnego Polskiego Autokefalicznego Kościoła Prawosławnego, z siedzibą w Warszawie.
Przed 1918 Warszawa była siedzibą prawosławnej eparchii Rosyjskiego Kościoła Prawosławnego. Powstanie diecezji warszawskiej było wynikiem reorganizacji jej granic w związku z powstaniem niepodległego państwa polskiego. Terytorialnie była to największa z pięciu przedwojennych diecezji PAKP, zajmująca powierzchnię 231 585 kilometrów kwadratowych, czyli obszar  województw: kieleckiego, krakowskiego, lubelskiego, lwowskiego, łódzkiego, pomorskiego, poznańskiego, stanisławowskiego, śląskiego, tarnopolskiego, warszawskiego oraz miasta Warszawy. Według danych z 1922, diecezja dzieliła się na siedem dekanatów i obejmowała 53 etatowe parafie oraz 11 placówek filialnych. Były one obsługiwane przez 73 kapłanów. Władze cerkiewne szacowały liczbę wiernych na obszarze diecezji na 215 021 osób.

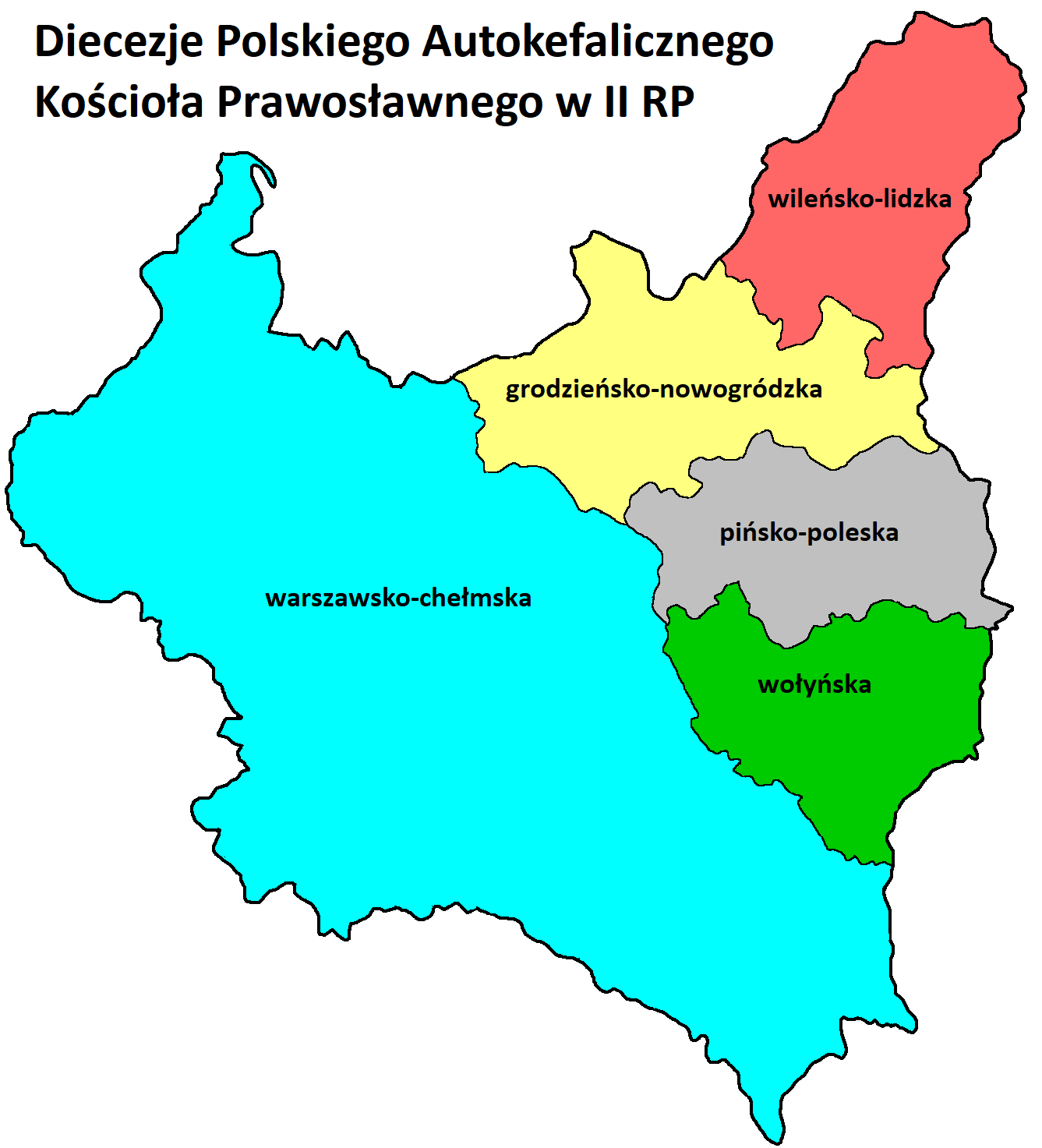
Diecezje PAKP w II RP

Diecezja działała w opisanym kształcie do II wojny światowej. Po agresji hitlerowskiej na Polskę i utworzeniu Generalnego Gubernatorstwa została zreorganizowana jako diecezja warszawsko-radomska Autokefalicznego Kościoła w Generalnej Guberni.